# Randolph (Utah)
Randolph è una città degli Stati Uniti d'America, situata nello Stato dello Utah, nella Contea di Rich, della quale è anche il capoluogo.